# Leandro Trossard
Leandro Trossard (Maasmechelen, Flandes, 4 de diciembre de 1994) es un futbolista belga. Juega de delantero y su equipo es el Arsenal F. C. de la Premier League.

## Trayectoria

### Genk
Trossard se unió a las inferiores del KRC Genk desde la academia de Bocholt en 2010. Fue promovido al primer equipo en 2012, debutando el 13 de mayo de 2012 en la liga contra el K.A.A. Gante. Pasó los primeros años en el club a préstamo, así que anotó su primer gol para el Genk el 25 de septiembre de 2016 contra el K.V. Kortrijk.

### Préstamo al Lommel United
Se fue a préstamo al Lommel United en enero de 2013. Debutó en la visita al Sint-Truiden el 3 de febrero de 2013, donde perdieron por la mínima. Anotó un hat-trick en la victoria en casa por 3-2 ante K.F.C Dessel Sport, ante 2000 fanes en el estadio Soevereinstadion.

### Préstamo al Westerlo
En julio de 2013 se fue a préstamo al K.V.C. Westerlo. Jugó 17 encuentros y anotó tres goles. El equipo logró el ascenso esa temporada.

### Segundo préstamo al Lommel United
Volvió a préstamo al Lommel United en julio de 2014. Anotó 17 goles en 39 encuentros de liga.

### Préstamo al Leuven
En julio de 2015 se fue a préstamo al OH Leuven. Convirtió ocho goles en 30 encuentros con el club. Debutó el 25 de julio de 2015, en la derrota de visita por 3-1 contra su club de origen, el Genk.

### Inglaterra
El 26 de junio de 2019 el Brighton & Hove Albion hizo oficial su fichaje por cuatro temporadas. Con The Seagulls jugó un total de 121 encuentros y en el inicio de la campaña 2022-23 consiguió siete goles en dieciséis partidos de la Premier League.
El 20 de enero de 2023 fichó por el Arsenal F. C. firmando un contrato de larga duración.

## Selección nacional
Fue llamado para jugar en la selección de Bélgica por Roberto Martínez en septiembre de 2018, pero no debutó. Tuvo que esperar dos años, hasta el 5 de septiembre de 2020, para jugar sus primeros minutos con el combinado nacional, haciéndolo en el triunfo por 0-2 ante Dinamarca en la Liga de Naciones de la UEFA 2020-21.

### Participaciones en Eurocopas
| Eurocopa      | Sede     | Resultado        | Partidos | Goles |
| ------------- | -------- | ---------------- | -------- | ----- |
| Eurocopa 2020 | Europa   | Cuartos de final | 1        | 0     |
| Eurocopa 2024 | Alemania | Octavos de final | 3        | 0     |

## Estadísticas

### Clubes
Actualizado a 25 de mayo de 2025.
| Club                                    | Div.          | Temporada     | Liga  | Liga  | Liga   | Copas nacionales | Copas nacionales | Copas nacionales | Copas internacionales | Copas internacionales | Copas internacionales | Total | Total | Total  |
| Club                                    | Div.          | Temporada     | Part. | Goles | Asist. | Part.            | Goles            | Asist.           | Part.                 | Goles                 | Asist.                | Part. | Goles | Asist. |
| --------------------------------------- | ------------- | ------------- | ----- | ----- | ------ | ---------------- | ---------------- | ---------------- | --------------------- | --------------------- | --------------------- | ----- | ----- | ------ |
| K. R. C. Genk · Bélgica                 | 1.ª           | 2011-12       | 1     | 0     | 0      | 0                | 0                | 0                | 0                     | 0                     | 0                     | 1     | 0     | 0      |
| K. R. C. Genk · Bélgica                 | 1.ª           | 2012-13       | 0     | 0     | 0      | 1                | 0                | 0                | 0                     | 0                     | 0                     | 1     | 0     | 0      |
| Lommel United · Bélgica                 | 2.ª           | 2012-13       | 12    | 7     | 0      | 0                | 0                | 0                | —                     | —                     | —                     | 12    | 7     | 0      |
| K. V. C. Westerlo · Bélgica             | 2.ª           | 2013-14       | 17    | 3     | 0      | 3                | 1                | 0                | —                     | —                     | —                     | 20    | 4     | 0      |
| K. V. C. Westerlo · Bélgica             | Total club    | Total club    | 17    | 3     | 0      | 3                | 1                | 0                | 0                     | 0                     | 0                     | 20    | 4     | 0      |
| Lommel United · Bélgica                 | 2.ª           | 2014-15       | 39    | 17    | 1      | 3                | 0                | 0                | —                     | —                     | —                     | 42    | 17    | 1      |
| Lommel United · Bélgica                 | Total club    | Total club    | 51    | 24    | 1      | 3                | 0                | 0                | 0                     | 0                     | 0                     | 54    | 24    | 1      |
| Oud-Heverlee Leuven · Bélgica           | 1.ª           | 2015-16       | 30    | 8     | 6      | 1                | 1                | 0                | —                     | —                     | —                     | 31    | 9     | 6      |
| Oud-Heverlee Leuven · Bélgica           | Total club    | Total club    | 30    | 8     | 6      | 1                | 1                | 0                | 0                     | 0                     | 0                     | 31    | 9     | 6      |
| K. R. C. Genk · Bélgica                 | 1.ª           | 2016-17       | 31    | 6     | 3      | 5                | 0                | 2                | 16                    | 3                     | 2                     | 52    | 9     | 7      |
| K. R. C. Genk · Bélgica                 | 1.ª           | 2017-18       | 17    | 7     | 3      | 2                | 1                | 1                | —                     | —                     | —                     | 19    | 8     | 4      |
| K. R. C. Genk · Bélgica                 | 1.ª           | 2018-19       | 34    | 14    | 7      | 2                | 0                | 1                | 11                    | 8                     | 3                     | 47    | 22    | 11     |
| K. R. C. Genk · Bélgica                 | Total club    | Total club    | 83    | 27    | 13     | 10               | 1                | 4                | 27                    | 11                    | 5                     | 120   | 39    | 22     |
| Brighton & Hove Albion F. C. Inglaterra | 1.ª           | 2019-20       | 31    | 5     | 3      | 0                | 0                | 0                | —                     | —                     | —                     | 31    | 5     | 3      |
| Brighton & Hove Albion F. C. Inglaterra | 1.ª           | 2020-21       | 35    | 5     | 5      | 3                | 0                | 0                | —                     | —                     | —                     | 38    | 5     | 5      |
| Brighton & Hove Albion F. C. Inglaterra | 1.ª           | 2021-22       | 34    | 8     | 3      | 1                | 0                | 0                | —                     | —                     | —                     | 35    | 8     | 3      |
| Brighton & Hove Albion F. C. Inglaterra | 1.ª           | 2022-23       | 16    | 7     | 2      | 1                | 0                | 0                | —                     | —                     | —                     | 17    | 7     | 2      |
| Brighton & Hove Albion F. C. Inglaterra | Total club    | Total club    | 116   | 25    | 13     | 5                | 0                | 0                | 0                     | 0                     | 0                     | 121   | 25    | 13     |
| Arsenal F. C. Inglaterra                | 1.ª           | 2022-23       | 20    | 1     | 10     | 1                | 0                | 0                | 1                     | 0                     | 0                     | 22    | 1     | 10     |
| Arsenal F. C. Inglaterra                | 1.ª           | 2023-24       | 34    | 12    | 1      | 3                | 1                | 0                | 9                     | 4                     | 1                     | 46    | 17    | 2      |
| Arsenal F. C. Inglaterra                | 1.ª           | 2024-25       | 38    | 8     | 7      | 4                | 0                | 0                | 14                    | 2                     | 3                     | 56    | 10    | 10     |
| Arsenal F. C. Inglaterra                | Total club    | Total club    | 92    | 21    | 18     | 8                | 1                | 0                | 24                    | 6                     | 4                     | 124   | 28    | 22     |
| Total carrera                           | Total carrera | Total carrera | 388   | 108   | 51     | 30               | 4                | 4                | 51                    | 17                    | 9                     | 469   | 129   | 64     |

Fuentes: Premier League - Soccerway - Transfermarkt - Besoccer

### Hat-tricks
| 2 | 1 de octubre de 2022 | Anfield, Liverpool | Liverpool F. C. - Brighton & Hove Albion F. C. |  | 3 - 3 | Premier League 2022-23 |

## Palmarés

### Títulos nacionales
| Título                      | Club              | País       | Año     |
| --------------------------- | ----------------- | ---------- | ------- |
| Copa de Bélgica             | K. R. C. Genk     | Bélgica    | 2012-13 |
| Segunda División de Bélgica | K. V. C. Westerlo | Bélgica    | 2013-14 |
| Pro League                  | K. R. C. Genk     | Bélgica    | 2018-19 |
| Community Shield            | Arsenal F. C.     | Inglaterra | 2023    |